# Sciurocheirus alleni cameronensis
Sciurocheirus alleni cameronensis (лат.) — примат семейства галаговых, подвид галаго Аллена.

## Описание
Галаго среднего размера с небольшим половым диморфизмом: самцы немного крупнее самок. Мордочка длинная со светло-серой полосой на носу, расширяющейся ко лбу. Нижняя часть тела светло-серая. Вокруг больших глаз пятна тёмного меха, соединяющиеся на переносице. Уши голые, чёрного цвета. Верхняя часть тела серовато-коричневая. Ступни и ладони чёрно-серые. Хвост длинный, пушистый, тёмно-серого цвета, иногда имеет белый кончик. Вес от 220 до 355 грамм.

## Распространение
Встречается в Западной Африке от реки Нигер, включая юго-восток Нигерии до центрального Камеруна. Предпочитают первичные дождевые тропические леса, как низинные, так и горные, доходят до высоты в 2000 метров над уровнем моря.

## Образ жизни
Ночное лесное животное, ищущее пропитание на земле. В рационе упавшие фрукты и беспозвоночные. Хорошо прыгают между деревьев, иногда поднимаются на высоту до 15 метров. Территориальные животные, каждый галаго имеет территорию до 3 гектар.
Ведут одиночный образ жизни, однако иногда сбиваются в небольшие группы из 2—3 особей. Территории 2—7 самок могут пересекаться друг с другом или с территорией одного самца. Некоторые самки могут использоваться места для сна других самок и вместе проводить время в поисках пищи. В помёте обычно один детёныш, остающийся с матерью до достижения 45-дневного возраста. Спаривание происходит в течение всего года.

## Статус популяции
Международный союз охраны природы присвоил этому подвиду охранный статус «Близки к уязвимому положению» (англ. Near threatened). Основной угрозой популяции является разрушение среды обитания в юго-восточной Нигерии и юго-западном Камеруне.